# اس‌اس اردنا
اس‌اس اردنا (به انگلیسی: SS Orduna) یک کشتی بود که طول آن ۵۵۰٫۳ فوت (۱۶۷٫۷ متر) بود. این کشتی در سال ۱۹۱۴ ساخته شد.